# Macrosiphoniella yomogifoliae
Macrosiphoniella yomogifoliae är en insektsart. Macrosiphoniella yomogifoliae ingår i släktet Macrosiphoniella och familjen långrörsbladlöss. Inga underarter finns listade i Catalogue of Life.